# Az elnök futára
Az elnök futára Teknős Péter magyar író történelmi és ifjúsági kalandregénye. A kötet először 1974-ben (másodszor 1988-ban ) jelent meg a Móra Ferenc Könyvkiadó Delfin könyvek sorozatában.

## Történet
|  | Alább a cselekmény részletei következnek! |

1861–1865 között polgárháború tombolt az Amerikai Egyesült Államok területén, ahol ekkor Abraham Lincoln volt az elnök.  
A történet hőse az író képzeletében született: Jack Andrews, aki örök optimista, mindig igazmondó farmerlegény, akinek van sütnivalója, nem ijed meg a saját árnyékától, bár kíváncsisága sokszor bajba keveri, mégis kivágja magát a helyzetből.
Ráadásul rengeteg jelentős történelmi eseményhez elvezeti naplója olvasóját. Ebből a könnyed hangvételű, humoros, gyakran izgalmas, egyes szám első személyben írt beszámolóból megismerhetjük a rabszolga-felszabadító Észak több  jelentős csatáját (pl. Első Bull Run-i csata, Donelson-erőd ostroma, Shiloh-i csata, Antietami csata).
A közlegény  jóvoltából többször összefutunk a híres elnökkel és az északiak híres hadvezérével, Ulysses S. Granttel.
|  | Itt a vége a cselekmény részletezésének! |

## Szereplők
- Jack Andrews, a főszereplő
- Abraham Lincoln (Öreg Ábris, Favágó)
- Ulysses S. Grant ezredes, később vezérőrnagy, majd tábornok (északi)
- John Hay, az elnök titkára
- Nicolay, az elnök titkára
- Seward külügyminiszter, Lincoln elnök barátja
- Edward D. Baker ezredes (Ned Barkar, Ned bácsi), Lincoln elnök barátja
- George B. McClellan tábornok ("Kis Mac"), a Potomac hadsereg főparancsnoka
- Stone tábornok (északi)
- McDowell tábornok (északi)
- Stonewall Jackson ezredes (déli)
- Mr. Pinkerton, detektív
- Fernandina, olasz borbély
- Malcom Ives, a Herald helyszíni tudósítója
- Miss Catherina Chare (Kati)
- Mary, szobalány
- Tom Bright, tisztilegény
- Anderson őrnagy (északi)
- George Brown, Baltimore polgármestere
- Lee tábornok (déli)
- Winfield Scott tábornok (északi)
- Foote admirális (északi)
- Sherman vezérőrnagy (északi)
- északi katonaorvos százados
- Smith ezredes (északi)
- Halleck tábornok (északi)
- Marcy tábornok, Kis Mac apósa

## Tartalom
- Naplót írok vagy mit
- Nem hagyom lepuffantani az Öreg Ábrist
- Elkezdem a polgárháborút
- Véres majális
- Hurrá, Kis Mac!
- Csapda a javából
- Nyomozok
- A Favágó megcsóválja a fejét
- Megismerem a dörgést
- Megraktam a délieket
- A hős tartalékban
- Katonai futár lettem
- Az istennek sem jutok szóhoz
- Felcsaptam délinek
- Három szivart találtam
- A Kis Mac nagy pillanata
- Naplót írtam vagy mit